# Dančulovići
Dančulovići is een plaats in de gemeente Ozalj in de Kroatische provincie Karlovac. De plaats telt 42 inwoners (2001).